# Mouriri glazioviana
Mouriri glazioviana är en tvåhjärtbladig växtart som beskrevs av Célestin Alfred Cogniaux. Mouriri glazioviana ingår i släktet Mouriri och familjen Melastomataceae. Inga underarter finns listade i Catalogue of Life.

## Bildgalleri

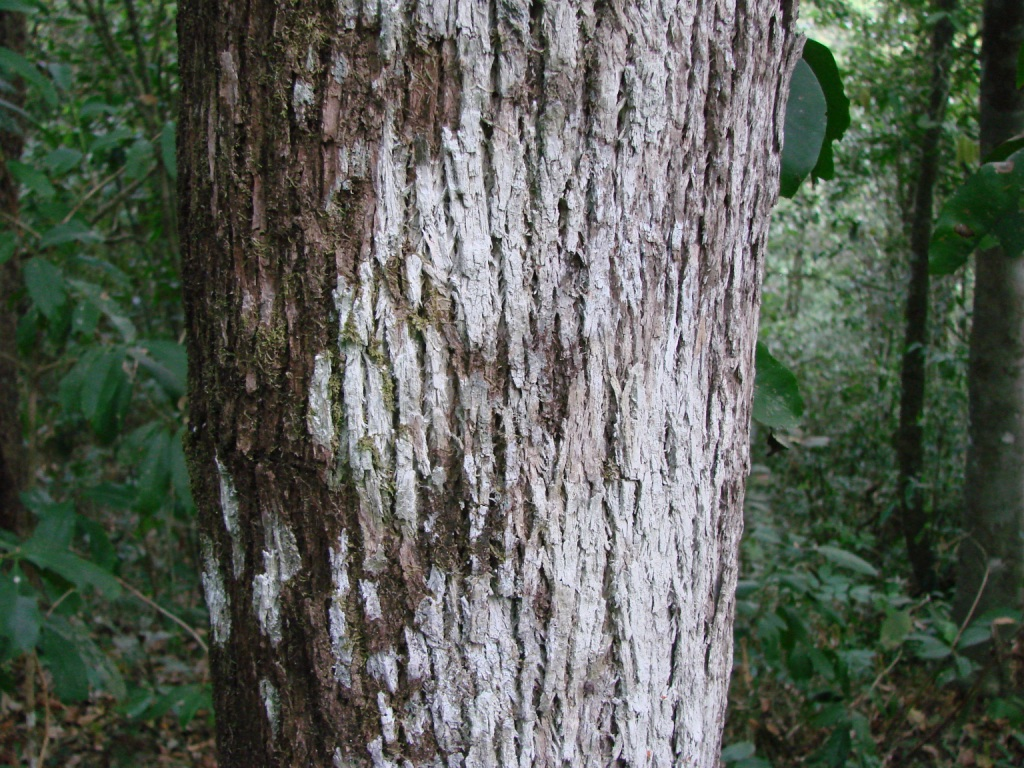